# Conus tigrinus
Conus tigrinus é uma espécie de gastrópode do gênero Conus, pertencente a família Conidae.